# Fontanella (Lombardia)
Fontanella település Olaszországban, Lombardia régióban, Bergamo megyében. Lakosainak száma 4771 fő (2023. január 1.). Fontanella Torre Pallavicina, Calcio, Antegnate, Pumenengo, Casaletto di Sopra, Soncino és Barbata községekkel határos.

## Népesség
A település lakossága az elmúlt években az alábbi módon változott:
| Lakosok száma | 4475 | 4464 | 4771 |
|               | 2017 | 2018 | 2023 |